# Memecylon excelsum
Memecylon excelsum är en tvåhjärtbladig växtart som beskrevs av Carl Ludwig von Blume. Memecylon excelsum ingår i släktet Memecylon och familjen Melastomataceae. Inga underarter finns listade i Catalogue of Life.